# Wärmeübertragung
Wärmeübertragung oder Wärmetransport ist der Transport von Energie in Form von Wärme über mindestens eine thermodynamische Systemgrenze hinweg. 
Es gibt drei Arten von Wärmetransportvorgängen:
- Wärmeleitung durch mechanische Berührung,
- Konvektion, das Mitführen thermischer Energie in einem strömenden Medium,
- Wärmestrahlung, also elektromagnetische Wellen.

Die Wärmeübertragung erfolgt entsprechend dem zweiten Hauptsatz der Thermodynamik immer in Richtung der Orte mit tieferen Temperaturen.
Die Wärmeübertragung zwischen der Oberfläche eines Festkörpers und einem Fluid bezeichnet man als Wärmeübergang. Der Wärmeübergang wird durch den Wärmeübergangskoeffizienten beschrieben. 
Von Wärmedurchgang von einem Fluid durch eine Wand auf ein anderes Fluid wird gesprochen, wenn die Wärmeleitung durch die Wand zusammen mit den Wärmeübergängen an den beiden Oberflächen betrachtet wird.
Eine physikalische Größe der Wärmeübertragung ist der Wärmestrom. 
Technische Vorrichtungen zur Übertragung von Wärme heißen Wärmeübertrager. Die in der Umgangssprache historisch bedingt verbreitete Bezeichnung Wärmetauscher verweist darauf, dass die Wärmeübertragung grundsätzlich in beiden Richtungen erfolgen kann, abhängig davon, welches der beiden Medien das wärmere ist. Der Wärmestrom erfolgt in einem Wärmetauscher stets vom warmen zum kalten Medium, gleichgültig auf welcher Seite des Übertragers es sich befindet. So lässt sich in der Gebäudetechnik z. B. ein in der Anlage verbauter Plattenwärmetauscher im Winter zur Einkopplung von Heizenergie in ein Flächenheiz- und Kühlsystem (z. B. Heiz- und Kühldecke) einsetzen, im Sommer hingegen durch Entzug von Wärme aus dem durch die Anlage zirkulierenden Wärmeträger zum Kühlen nutzen.

## Arten
Bezüglich der Gesamtenergie erfolgt die Wärmeübertragung immer von „warm“ zu „kalt“ auf drei unterschiedliche Arten:
1. Bei der Wärmeleitung oder Konduktion wird kinetische Energie zwischen benachbarten Atomen oder Molekülen ohne Materialtransport übertragen. Diese Art der Wärmeübertragung ist ein irreversibler Prozess und transportiert die Wärme im statistischen Mittel vom höheren Energieniveau (mit höherer absoluter Temperatur) auf das niedrigere Niveau (mit niedrigerer Temperatur). Auch der Wärmetransport durch die Bewegung freier Elektronen im Metall wird als Wärmeleitung bezeichnet. Typische Beispiele:
  - Beim elektrischen Lötkolben wird die Wärmeenergie des Heizelementes einige Zentimeter weit zur Lötspitze übertragen
  - Jeder Kühlschrank wird durch Dämmstoffe „eingepackt“, um die Wärmeleitung des Gehäuses gering zu halten
  - Ein Heizkörper ist meistens aus Metall gefertigt, damit die Wärmeenergie des heißen Wassers gut von innen an die äußere Oberfläche geleitet wird
  - Eine Türklinke aus Metall fühlt sich kalt an, weil sie die Körperwärme gut ableitet
2. Die Wärmestrahlung nach dem Stefan-Boltzmann-Gesetz ist ein Teil der elektromagnetischen Wellen. Meist wird die Energie durch infrarote Wellen, die ein Teil des elektromagnetischen Spektrums sind, transportiert. Im kosmischen, aber auch im submolekularen Bereich, sind auch andere Wellenlängen bzw. Frequenzen des elektromagnetischen Spektrums am Energietransport in prozentual nennenswertem Umfang beteiligt. Bei der Wärmestrahlung gibt es – bei detaillierter Betrachtung – nicht nur eine Wärmeübertragung von warm nach kalt, sondern auch von kalt nach warm, weil es keine nichtstrahlenden Oberflächen gibt (das würde den Emissionsgrad = 0 erfordern). Der Wärmestrom von warm nach kalt ist aber immer größer als umgekehrt, so dass die Resultierende von beiden Wärmeströmen immer von warm nach kalt zeigt. Mit anderen Worten: Der Temperaturunterschied wird insgesamt immer verringert. Wärmestrahlung ist die einzige Wärmeübertragungsart, die auch das Vakuum durchdringen kann. Typische Beispiele:
  - Die Erde wird von der Sonne durch die Strahlung erwärmt, die die Sonne als Wärmestrahlung aussendet.
  - Ein leistungsstarker Kohlendioxidlaser kann durch sein sehr helles Licht Metalle schmelzen. Dabei handelt es sich aber nicht um Wärmestrahlung.
  - Thermoskannen werden innen verspiegelt, damit der Inhalt wenig Energie durch Wärmestrahlung verliert.
3. Bei der Konvektion oder Wärmeströmung wird Wärme von einem strömenden Fluid als innere Energie oder Enthalpie mitgeführt. Konvektion tritt immer dann auf, wenn ein strömendes Fluid Wärme von einer Oberfläche aufnimmt oder an sie abgibt. Im Zusammenhang mit Konvektion treten typischerweise konvektive Zellen auf, innerhalb derer das Fluid in einem Kreislauf zwischen Wärmequelle und -senke zirkuliert. Konvektive Zellen können sehr klein oder auch sehr groß sein, große Zellen können viele kleinere Zellen enthalten. Typische Beispiele:
  - Ein elektrischer Heizstab erwärmt das Wasser in einem Warmwasserspeicher. Durch freie Konvektion verteilt sich das erwärmte Wasser im gesamten Volumen des Speichers.
  - Das Metall eines Heizkessels gibt Wärmeenergie an die vorbeilaufende Flüssigkeit ab. An der Grenzschicht zwischen Flüssigkeit und Metall dominiert die Wärmeleitung, während sich die Wärme in der vorbeilaufenden Flüssigkeit durch Konvektion verteilt. Die durch Konvektion in die Flüssigkeit übertragbare Wärmemenge wird von der Turbulenz der Strömung und damit von der Geometrie der Oberfläche sowie der Geschwindigkeit der Strömung bestimmt. Je nach dem inneren Volumen des Heizkessels sind die konvektiven Zellen dabei millimeter- bis zentimetergroß.
  - Die erwärmte Flüssigkeit des Heizkessels kann allein durch natürliche Konvektion zu den Heizkörpern transportiert werden. Die Zellen haben dann die Größe der Heizkreisläufe. Heutzutage werden überwiegend Pumpen eingesetzt, da dadurch kleinere Rohrquerschnitte möglich sind.
  - Der Wind und damit das Wetter werden durch die konvektive Planetarische Zirkulation bestimmt. Die größten Zellen sind tausende Kilometer lang und breit und einige Kilometer hoch.

Sobald das Fluid zwangsweise bewegt wird, stützen sich Berechnungen nicht mehr auf die freie Konvektion, sondern auf den Massentransport, der von der Förderleistung der Pumpe bzw. des Lüfters und der Wärmekapazität des beförderten Mediums abhängt. Der von außen induzierte Wärmetransport ist auch mit bewegten Festkörpern denkbar.
  - Ein elektrischer Heizstab erhitzt das Wasser in einer Wasch- oder einer Spülmaschine. Durch die Umwälzpumpe wird das erwärmte Wasser im gesamten Innenraum der Maschine verteilt.
  - Bei einer Heizungsanlage mit Pumpe strömt das Heizwasser mit der durch die Pumpe vorgegebenen Geschwindigkeit zu den Heizkörpern. Im Heizkörper verringert sich die Strömungsgeschwindigkeit stark, so dass infolge der Abkühlung an der inneren Oberfläche des Heizkörpers zusätzlich auch freie Konvektion auftritt.
  - Im Haarfön erfolgt die Hinführung der erwärmten Luftströmung zum Haar durch den vom Lüfter induzierten Massentransport, die Rückführung der erkaltenden Luftströmung zum Haarfön hingegen durch die Konvektion im Zimmer.

Meist wirken bei realen Systemen mehrere Übertragungsarten zusammen. Innerhalb von Festkörpern findet vor allem Wärmeleitung, aber ggf. auch Wärmestrahlung statt. In Flüssigkeiten und Gasen ist zusätzlich Wärmeströmung möglich. Wärmestrahlung findet zwischen Oberflächen statt, wenn das dazwischenliegende Medium wenig Wärmeenergie absorbiert, idealerweise also im Vakuum. Auch Gase sind für die Wärmestrahlung weitgehend durchlässig (diatherm).
Auch Systeme im Gleichgewichtszustand (gleiche Temperatur) tauschen Wärme aus. Allerdings sind abgegebene und aufgenommene Wärme gleich groß, weshalb sich die Temperaturen nicht ändern.

### Abgrenzung
Obwohl bei dielektrischer Erwärmung und induktiver Erwärmung Gegenstände erhitzt werden, handelt es sich nicht um Wärmeübertragung, weil die jeweiligen "Sender" die Energie weder auf Grund ihrer jeweiligen Temperatur abgeben noch diese mit zunehmender Temperatur steigt.

## Beispiel: Kühlsystem eines Verbrennungsmotors
In wassergekühlten Verbrennungsmotoren geht ein Teil der beim Verbrennungsprozess anfallenden Wärme auf die Wand über, wird durch Wärmeleitung auf das Wärmetransportmittel Wasser übertragen, durch erzwungene Konvektion zum Kühler transportiert, dort an die Luft und mit dieser aus dem Motorraum an die Umgebung abgegeben.
Unter erzwungener Konvektion versteht man den Wärmetransportmechanismus in Flüssigkeiten und Gasen, bei dem durch makroskopische Strömungsvorgänge (z. B. mechanischer Antrieb durch Propeller von Pumpen oder Ventilatoren) Wärme in Form von innerer Energie von einem Ort zum anderen befördert wird.
Der Wärmeübergang an das Fluid ist dabei maßgeblich von der Strömungsform abhängig. In laminaren Strömungen erfolgt der Wärmetransport durch die fehlenden Querbewegungen der Teilchen überwiegend durch Wärmeleitung. In turbulenter Strömung hingegen übersteigt der Wärmeaustausch durch Mischbewegung wesentlich den durch Wärmeleitung. Da sich an der benetzten Oberfläche eines angeströmten Festkörpers durch Reibung immer eine laminare Grenzschicht ausbildet, ist der Wärmeübergang maßgeblich von der Dicke dieser Grenzschicht abhängig.
Nach der Übertragung der Wärme an das Fluid wird diese vom Stoffstrom aus dem Verbrennungsmotor zum Kühlmittelkühler transportiert. Die Wärmeübertragung im Kühler erfolgt nach dem gleichen physikalischen Prinzip, wie im Verbrennungsmotor. Die Wärme fließt über die Rohrwände an die Kühllamellen und wird von dort vom Luftmassenstrom aufgenommen und abtransportiert.
An den Kühllamellen des Kühlers bildet sich ebenfalls eine laminare Grenzschicht der Kühlluft aus, durch deren Wärmeleitung der Wärmetransport maßgeblich bedingt ist.

## Beispiel: Bauwesen
Das Heizen eines Gebäudes, allgemein das Konstanthalten der Innentemperatur auf einem Richtwert, beruht auf der Energiebilanz zwischen Wärmeübertragung des Gebäudes an die Umgebung (Wärmeverlust) und Wärmeübertragung des Heizsystems auf das beheizte Raumvolumen, und stellt den benötigten Heizenergiebedarf dar (Thermischer Anteil der Energiebedarfsberechnung).
Die Wärmeverluste des Gebäudes werden allgemein über die Wärmeübertragung durch Bauteile nach EN ISO 6946 berechnet (für unbeheizte Gebäudeteile u. a. nach EN 832).
Die Vorgänge bei der Raumheizung sind komplex, denn Wärmeleitung, Konvektion und Wärmestrahlung überlagern sich und verlaufen in der Regel instationär. Je nachdem welche Anteile überwiegen, spricht man beispielsweise von einer Konvektionsheizung oder einer Strahlungsheizung, wobei die Heizflächen in die Umfassungen integriert oder als frei stehende Heizkörper angeordnet sein können. Dazu verwendet man wärmetechnische Raummodelle.